# Pseudodacryodes
Pseudodacryodes é um género monótipo de plantas com flores pertencentes à família Burseraceae. A sua única espécie é Pseudodacryodes leonardiana.
A sua área de distribuição nativa é na África Central Tropical Ocidental.